# Rise (instrumental)
«Rise» es una pieza instrumental interpretada por el trompetista estadounidense Herb Alpert. Fue publicada el 20 de julio de 1979 como el sencillo principal del álbum del mismo nombre.

## Composición y arreglos
La canción fue compuesta en un compás de 4
4 con un tempo de 96 pulsaciones por minuto y está escrita en la tonalidad de sol menor. El rango de la trompeta va desde F♯4 a A♯5. Musicalmente, «Rise» ha sido descrita como una canción de jazz-funk y música disco.
«Rise» fue compuesta por el sobrino de Herb Alpert, Randy “Badazz”, en colaboración con Andy Armer. El representante de A&R en A&M Records, Chip Cohen, sabía que a Randy Alpert le gustaba la música funk y disco. Le pidió a Randy que reelaborara los éxitos de Tijuana Brass como temas funk.  Herb Alpert recuerda: “Creó que empezamos tocando «A Taste of Honey» o «Tijuana Taxi». Y me pareció un enfoque equivocado. No me sentía cómodo tocando de esa manera”. Mientras Alpert y Armer estaban trabajando en el encargo de Cohen, decidieron escribir también una canción original para Herb. El resultado fue «Rise», que se grabó el 6 de marzo de 1979 como un número dance de ritmo rápido; sin embargo, mientras grababa el máster en los estudios A&M, el baterista de la sesión, Steve Schaeffer, sugirió que Herb y Randy intentaran reducir el tempo a 100 bpm.

## Créditos y personal
Créditos adaptados desde las notas de álbum de Rise.
Músicos
- Herb Alpert – trompeta
- Tim May – guitarra
- Chris Pinnick – guitarra
- Steve Schaeffer – batería
- Abe Laboriel – guitarra bajo
- Mike Lang – piano
- Andy Armer – Fender Rhodes
- Julius Wechter – marimba

Personal técnico
- Herb Alpert – productor
- Randy Badazz – productor
- Don Hahn – ingeniero de audio, remezcla
- Don Koldon – ingeniero asistente
- Bernie Grundman – masterización

## Posicionamiento

### Gráfica semanal
| Gráfica (1979–80)                                           | Pico de posición |
| ----------------------------------------------------------- | ---------------- |
| Canadá (RPM Top Singles)                                    | 5                |
| Estados Unidos (Billboard Adult Contemporary)               | 1                |
| Estados Unidos (Billboard Dance Club Songs)                 | 17               |
| Estados Unidos (Billboard Hot 100)                          | 1                |
| Estados Unidos (Billboard Hot R&B/Hip-Hop Songs)            | 4                |
| Estados Unidos (Cashbox Top 100 Singles)                    | 1                |
| Estados Unidos (Cashbox Top 100 Black Contemporary Singles) | 5                |
| Estados Unidos (Cashbox Top 40 Disco Singles)               | 27               |
| Nueva Zelanda (Recorded Music NZ)                           | 5                |
| Reino Unido (UK Singles Chart)                              | 13               |

| Gráfica (2023)                                                           | Pico de posición |
| ------------------------------------------------------------------------ | ---------------- |
| Estados Unidos (Billboard Greatest of All Time Adult Contemporary Songs) | 31               |

### Gráfica de fin de año
| Gráfica (1979)                                              | Pico de posición |
| ----------------------------------------------------------- | ---------------- |
| Canadá (RPM Top Singles)                                    | 37               |
| Estados Unidos (Billboard Adult Contemporary)               | 17               |
| Estados Unidos (Billboard Hot 100)                          | 80               |
| Estados Unidos (Cashbox Top 100)                            | 18               |
| Estados Unidos (Cashbox Top 100 Black Contemporary Singles) | 18               |

| Gráfica (1980)                                | Pico de posición |
| --------------------------------------------- | ---------------- |
| Estados Unidos (Billboard Adult Contemporary) | 9                |
| Estados Unidos (Billboard Hot 100)            | 54               |

### Gráfica de todos los tiempos
| Gráfica (1958–2018)                | Pico de posición |
| ---------------------------------- | ---------------- |
| Estados Unidos (Billboard Hot 100) | 544              |

## Certificaciones y ventas
| País                  | Certificación | Ventas  |
| --------------------- | ------------- | ------- |
| Estados Unidos (RIAA) | Oro           | 500,000 |